# Campeonato Mundial de Rugby Juvenil 2018
El Campeonato Mundial de Rugby Juvenil de 2018 fue la decimoprimera edición de la Copa Mundial. El principal torneo de selecciones juveniles masculinas de rugby que organiza la World Rugby (WR) se disputó en Francia desde el 30 de mayo hasta el 17 de junio.
Los partidos se llevaron a cabo en el Stade de la Méditerranée en Beziers, el Parc des Sports et de l'Amitié de Narbona y en el Stade Aimé Giral de Perpiñán.

## Equipos participantes
| - Nueva Zelanda - Australia - Gales - Japón | - Inglaterra - Escocia - Italia - Argentina | - Sudáfrica - Francia - Irlanda - Georgia |

Al finalizar los partidos en cada grupo, la clasificación para la siguiente etapa se define del siguiente modo:
- los primeros de cada grupo y el mejor segundo, dirimen los puestos 1.º al 4.º.
- los dos segundos restantes y los dos mejores terceros, dirimen los puestos 5.º al 8.º.
- los cuatro equipos restantes dirimen los puestos 9.º a 12.º.

Si hubiere empate en puntos, se aplicarán los siguientes criterios de desempate:
1. el ganador del partido jugado entre ambos equipos;
2. el equipo con mejor diferencia de tantos a favor y en contra;
3. el equipo con mejor diferencia de tries a favor y en contra;
4. el equipo que marcó más tantos a favor;
5. el equipo que marcó más tries;
6. mediante la suerte arrojando una moneda.

## Resultados

### Grupo A

#### Posiciones
| Pos. | Equipo        | Encuentros | Encuentros | Encuentros | Encuentros | Tantos  | Tantos    | Tantos     | Puntos Bonus | Puntos Totales |
| Pos. | Equipo        | jugados    | ganados    | empatados  | perdidos   | a favor | en contra | diferencia | Puntos Bonus | Puntos Totales |
| ---- | ------------- | ---------- | ---------- | ---------- | ---------- | ------- | --------- | ---------- | ------------ | -------------- |
| 1    | Nueva Zelanda | 3          | 3          | 0          | 0          | 136     | 28        | + 108      | 2            | 14             |
| 2    | Gales         | 3          | 2          | 0          | 1          | 54      | 80        | - 26       | 0            | 8              |
| 3    | Australia     | 3          | 1          | 0          | 2          | 93      | 72        | + 21       | 2            | 6              |
| 4    | Japón         | 3          | 0          | 0          | 3          | 36      | 139       | - 103      | 1            | 1              |

Nota: Se otorgan 4 puntos al equipo que gane un partido y 2 al que empate
Puntos Bonus: 1 punto por convertir 4 tries o más en un partido y 1 al equipo que pierda por no más de 7 tantos de diferencia
|  | Clasificación del 1.º al 4.º puesto |

|  | Clasificación del 5.º al 8.º puesto |

|  | Clasificación del 9.º al 12.º puesto |

##### Primera fecha
| 30 de mayo, 21:00 | Nueva Zelanda | 67 - 0  | Japón | Parc des Sports Et de l'Amitié, Narbonne |  |
|                   |               | Reporte |       |                                          |  |

| 30 de mayo, 21:00 | Australia | 21 - 26 | Gales | Stade de la Méditerranée, Béziers |  |
|                   |           | Reporte |       |                                   |  |

##### Segunda fecha
| 3 de junio, 14:00 | Australia | 54 - 19 | Japón | Parc des Sports Et de l'Amitié, Narbonne |  |
|                   |           | Reporte |       |                                          |  |

| 3 de junio, 16:30 | Nueva Zelanda | 42 - 10 | Gales | Stade de la Méditerranée, Béziers |  |
|                   |               | Reporte |       |                                   |  |

##### Tercera fecha
| 7 de junio, 18:30 | Gales | 18 - 17 | Japón | Parc des Sports Et de l'Amitié, Narbonne |  |
|                   |       | Reporte |       |                                          |  |

| 7 de junio, 21:00 | Nueva Zelanda | 27 - 18 | Australia | Stade Aimé Giral, Perpiñán |  |
|                   |               | Reporte |           |                            |  |

### Grupo B

#### Posiciones
| Pos. | Equipo     | Encuentros | Encuentros | Encuentros | Encuentros | Tantos  | Tantos    | Tantos     | Puntos Bonus | Puntos Totales |
| Pos. | Equipo     | jugados    | ganados    | empatados  | perdidos   | a favor | en contra | diferencia | Puntos Bonus | Puntos Totales |
| ---- | ---------- | ---------- | ---------- | ---------- | ---------- | ------- | --------- | ---------- | ------------ | -------------- |
| 1    | Inglaterra | 3          | 3          | 0          | 0          | 117     | 33        | + 84       | 3            | 15             |
| 2    | Italia     | 3          | 2          | 0          | 1          | 62      | 95        | - 33       | 2            | 10             |
| 3    | Argentina  | 3          | 1          | 0          | 2          | 73      | 82        | - 9        | 3            | 7              |
| 4    | Escocia    | 3          | 0          | 0          | 3          | 49      | 91        | - 42       | 1            | 1              |

Nota: Se otorgan 4 puntos al equipo que gane un partido y 2 al que empate
Puntos Bonus: 1 punto por convertir 4 tries o más en un partido y 1 al equipo que pierda por no más de 7 tantos de diferencia
|  | Clasificación del 1.º al 4.º puesto |

|  | Clasificación del 5.º al 8.º puesto |

|  | Clasificación del 9.º al 12.º puesto |

##### Primera fecha
| 30 de mayo, 18:30 | Inglaterra | 39 - 18 | Argentina | Parc des Sports Et de l'Amitié, Narbonne |  |
|                   |            | Reporte |           |                                          |  |

| 30 de mayo, 18:30 | Escocia | 26 - 27 | Italia | Stade de la Méditerranée, Béziers |  |
|                   |         | Reporte |        |                                   |  |

##### Segunda fecha
| 3 de junio, 14:00 | Escocia | 13 - 29 | Argentina | Stade Aimé Giral, Perpiñán |  |
|                   |         | Reporte |           |                            |  |

| 3 de junio, 16:30 | Inglaterra | 43 - 5  | Italia | Stade Aimé Giral, Perpiñán |  |
|                   |            | Reporte |        |                            |  |

##### Tercera fecha
| 7 de junio, 18:30 | Italia | 30 - 26 | Argentina | Stade de la Méditerranée, Béziers |  |
|                   |        | Reporte |           |                                   |  |

| 7 de junio, 21:00 | Inglaterra | 35 - 10 | Escocia | Stade de la Méditerranée, Béziers |  |
|                   |            | Reporte |         |                                   |  |

### Grupo C

#### Posiciones
| Pos. | Equipo    | Encuentros | Encuentros | Encuentros | Encuentros | Tantos  | Tantos    | Tantos     | Puntos Bonus | Puntos Totales |
| Pos. | Equipo    | jugados    | ganados    | empatados  | perdidos   | a favor | en contra | diferencia | Puntos Bonus | Puntos Totales |
| ---- | --------- | ---------- | ---------- | ---------- | ---------- | ------- | --------- | ---------- | ------------ | -------------- |
| 1    | Francia   | 3          | 3          | 0          | 0          | 96      | 65        | + 31       | 2            | 14             |
| 2    | Sudáfrica | 3          | 2          | 0          | 1          | 92      | 90        | + 2        | 3            | 11             |
| 3    | Georgia   | 3          | 1          | 0          | 2          | 63      | 77        | - 14       | 1            | 5              |
| 4    | Irlanda   | 3          | 0          | 0          | 3          | 61      | 80        | - 19       | 2            | 2              |

Nota: Se otorgan 4 puntos al equipo que gane un partido y 2 al que empate
Puntos Bonus: 1 punto por convertir 4 tries o más en un partido y 1 al equipo que pierda por no más de 7 tantos de diferencia
|  | Clasificación del 1.º al 4.º puesto |

|  | Clasificación del 5.º al 8.º puesto |

|  | Clasificación del 9.º al 12.º puesto |

##### Primera fecha
| 30 de mayo, 18:30 | Sudáfrica | 33 - 27 | Georgia | Stade Aimé Giral, Perpiñán |  |
|                   |           | Reporte |         |                            |  |

| 30 de mayo, 21:00 | Francia | 26 - 24 | Irlanda | Stade Aimé Giral, Perpiñán |  |
|                   |         | Reporte |         |                            |  |

##### Segunda fecha
| 3 de junio, 14:00 | Francia | 24 - 12 | Georgia | Stade de la Méditerranée, Béziers |  |
|                   |         | Reporte |         |                                   |  |

| 3 de junio, 16:30 | Sudáfrica | 30 - 17 | Irlanda | Parc des Sports Et de l'Amitié, Narbonne |  |
|                   |           | Reporte |         |                                          |  |

##### Tercera fecha
| 7 de junio, 18:30 | Irlanda | 20 - 24 | Georgia | Parc des Sports Et de l'Amitié, Narbonne |  |
|                   |         | Reporte |         |                                          |  |

| 7 de junio, 21:00 | Sudáfrica | 29 - 46 | Francia | Parc des Sports Et de l'Amitié, Narbonne |  |
|                   |           | Reporte |         |                                          |  |

### Ronda final

#### Clasificación del 9.º al 12.º puesto
|  | 9.º al 12.º puesto | 9.º al 12.º puesto | 9.º al 12.º puesto |         |         | 9.º puesto   | 9.º puesto   | 9.º puesto   |  |
|  |                    |                    |                    |         |         |              |              |              |  |
|  |                    |                    |                    |         |         |              |              |              |  |
|  | Irlanda            | Irlanda            | 29                 |         |         |              |              |              |  |
|  | Irlanda            | Irlanda            | 29                 |         |         |              |              |              |  |
|  | Escocia            | Escocia            | 45                 |         |         |              |              |              |  |
|  | Escocia            | Escocia            | 45                 |         | Escocia | Escocia      | 31           |              |  |
|  |                    |                    |                    |         | Escocia | Escocia      | 31           |              |  |
|  |                    |                    | Georgia            | Georgia | 39      |              |              |              |  |
|  | Georgia            | Georgia            | Georgia            | Georgia | 39      | 24           |              |              |  |
|  | Georgia            | Georgia            |                    |         |         | 24           |              |              |  |
|  | Japón              | Japón              | 22                 |         |         | Tercer lugar | Tercer lugar | Tercer lugar |  |
|  | Japón              | Japón              | 22                 |         |         | Tercer lugar | Tercer lugar | Tercer lugar |  |
|  |                    |                    |                    |         |         |              |              |              |  |
|  |                    |                    |                    |         |         | Irlanda      | Irlanda      | 39           |  |
|  |                    |                    |                    |         |         | Irlanda      | Irlanda      | 39           |  |
|  |                    |                    |                    |         |         | Japón        | Japón        | 33           |  |
|  |                    |                    |                    |         |         | Japón        | Japón        | 33           |  |
|  |                    |                    |                    |         |         |              |              |              |  |

#### Clasificación del 5.º al 8.º puesto
|  | 5.º al 8.º puesto | 5.º al 8.º puesto | 5.º al 8.º puesto |           |           | 5.º puesto   | 5.º puesto   | 5.º puesto   |  |
|  |                   |                   |                   |           |           |              |              |              |  |
|  |                   |                   |                   |           |           |              |              |              |  |
|  | Gales             | Gales             | 15                |           |           |              |              |              |  |
|  | Gales             | Gales             | 15                |           |           |              |              |              |  |
|  | Argentina         | Argentina         | 39                |           |           |              |              |              |  |
|  | Argentina         | Argentina         | 39                |           | Argentina | Argentina    | 15           |              |  |
|  |                   |                   |                   |           | Argentina | Argentina    | 15           |              |  |
|  |                   |                   | Australia         | Australia | 41        |              |              |              |  |
|  | Italia            | Italia            | Australia         | Australia | 41        | 15           |              |              |  |
|  | Italia            | Italia            |                   |           |           | 15           |              |              |  |
|  | Australia         | Australia         | 44                |           |           | Tercer lugar | Tercer lugar | Tercer lugar |  |
|  | Australia         | Australia         | 44                |           |           | Tercer lugar | Tercer lugar | Tercer lugar |  |
|  |                   |                   |                   |           |           |              |              |              |  |
|  |                   |                   |                   |           |           | Gales        | Gales        | 34           |  |
|  |                   |                   |                   |           |           | Gales        | Gales        | 34           |  |
|  |                   |                   |                   |           |           | Italia       | Italia       | 17           |  |
|  |                   |                   |                   |           |           | Italia       | Italia       | 17           |  |
|  |                   |                   |                   |           |           |              |              |              |  |

#### Clasificación del 1.º al 4.º puesto
|  | Semifinales   | Semifinales   | Semifinales |            |         | Final         | Final         | Final        |  |
|  |               |               |             |            |         |               |               |              |  |
|  |               |               |             |            |         |               |               |              |  |
|  | Nueva Zelanda | Nueva Zelanda | 7           |            |         |               |               |              |  |
|  | Nueva Zelanda | Nueva Zelanda | 7           |            |         |               |               |              |  |
|  | Francia       | Francia       | 16          |            |         |               |               |              |  |
|  | Francia       | Francia       | 16          |            | Francia | Francia       | 33            |              |  |
|  |               |               |             |            | Francia | Francia       | 33            |              |  |
|  |               |               | Inglaterra  | Inglaterra | 25      |               |               |              |  |
|  | Inglaterra    | Inglaterra    | Inglaterra  | Inglaterra | 25      | 32            |               |              |  |
|  | Inglaterra    | Inglaterra    |             |            |         | 32            |               |              |  |
|  | Sudáfrica     | Sudáfrica     | 31          |            |         | Tercer lugar  | Tercer lugar  | Tercer lugar |  |
|  | Sudáfrica     | Sudáfrica     | 31          |            |         | Tercer lugar  | Tercer lugar  | Tercer lugar |  |
|  |               |               |             |            |         |               |               |              |  |
|  |               |               |             |            |         | Sudáfrica     | Sudáfrica     | 40           |  |
|  |               |               |             |            |         | Sudáfrica     | Sudáfrica     | 40           |  |
|  |               |               |             |            |         | Nueva Zelanda | Nueva Zelanda | 30           |  |
|  |               |               |             |            |         | Nueva Zelanda | Nueva Zelanda | 30           |  |
|  |               |               |             |            |         |               |               |              |  |

##### Semifinales
| 12 de junio, 19:00 | Inglaterra | 32 - 31 | Sudáfrica | Parc des Sports Et de l'Amitié, Narbonne |  |

| 12 de junio, 21:00 | Nueva Zelanda | 7 - 16 | Francia | Stade Aimé Giral, Perpiñán |  |

##### Tercer puesto
| 17 de junio, 16:30 | Sudáfrica | 40 - 30 | Nueva Zelanda | Stade de la Méditerranée, Béziers |  |

##### Final
| 17 de junio, 19:00 | Inglaterra | 25 - 33 | Francia | Stade de la Méditerranée, Béziers |  |

| Bandera de Francia |
| Campeón Francia    |
| Primer título      |

## Posiciones finales
| Posición | Selección     |
| -------- | ------------- |
| 1        | Francia       |
| 2        | Inglaterra    |
| 3        | Sudáfrica     |
| 4        | Nueva Zelanda |
| 5        | Australia     |
| 6        | Argentina     |
| 7        | Gales         |
| 8        | Italia        |
| 9        | Georgia       |
| 10       | Escocia       |
| 11       | Irlanda       |
| 12       | Japón         |